# Miguel Nanni
Miguel Nanni Valero (Cafayate, 6 de mayo de 1977) es un abogado y político argentino. Se desempeñó como diputado nacional dentro del bloque de la Unión Cívica Radical y dentro del interbloque de Juntos por el Cambio. Representó a la Provincia de Salta en la Cámara de Diputados de la Nación Argentina.

## Biografía

### Vida personal
Miguel Nanni Valero nació el 6 de mayo de 1977 en Cafayate, capital departamental del Departamento Cafayate. Realizó sus estudios primarias y secundarios en el Colegio Normal Superior de Cafayate
Dirigentes radicales de Cafayate están preocupados por el manejo impune del ex diputado nacional, que no le tiembla el pulso si tiene que vender parcelas de una finca ajena.
El ex diputado nacional y ex titular de la UCR Salta, Miguel Nanni, está bajo la lupa de un sector del radicalismo debido a sus manejos que consideran ‘’impunes’’ y ‘’antidemocráticos.
```
[
9
]
```

. Su técnica de tejido, dibujo y pintura lo vuelven uno de los mejores tapicistas de Argentina.

## Carrera política

### Senador Provincial por Cafayate
Miguel se presenta por primera vez como candidato a un puesto electivo en el año 2013. Encabeza la lista de senadores provinciales por el Departamento Cafayate dentro de las filas de la UCR. Su debut electoral fue positivo ya que ganó la interna radical y el frente de la UCR fue el espacio más elegido por los vecinos cafayateños. Nanni logró 1.761 votos, superando a la senadora departamental desde 2005, Claudia Silvina Vargas, que había sacado 1.397 votos y a Alberto Mariño que había logrado unos modestos 115 votos. El segundo frente más votado fue el del Partido Justicialista que había sacado un total de 1.100 votos. Los resultados favorables se repetirían en las generales ya que Nanni conseguiría ser el representante del departamento en la Cámara de Senadores de la Provincia de Salta. La lista 3 de la UCR, encabezada por Miguel logró 2.301 votos contra los 1.808 del PJ, inmediato perseguidor. De esa manera Nanni sería el representante de los cafayateños por el periodo 2013-2017.
En el año 2014, luego de dos años de intervención del partido, la Unión Cívica Radical de Salta volvía a elegir a sus propias autoridades. Fruto del consenso entre las partes interesadas el nombre de Miguel Nanni se irguió para el puesto de presidente. El senador cafayateño tomó posesión de su cargo para el periodo comprendido entre 2014 y 2016 el 29 de agosto de 2014 y el presidente de la UCR nacional, Ernesto Sanz, fue quien le tomó juramento.

### Elecciones 2015
Nanni en el año 2015 se presenta como precandidato a gobernador por el Frente UNEN, compuesto por la Unión Cívica Radical, el Partido Socialista, la Coalición Cívica, entre otros partidos. Su precandidato a vicegobernador era Alberto Tonda, dirigente del CC-ARI de Elisa Carrió. En las PASO de las Elecciones provinciales de Salta de 2015 Nanni sería el cuarto candidato más votado, detrás de Urtubey, Romero y Del Plá. En las elecciones generales Nanni incrementaría su caudal de votos y lograría ubicarse como la tercera fuerza provincial, con un total de 54.796 votos.
Luego de una elección aceptable a nivel provincial, Nanni es elegido para encabezar una de las listas de diputados nacionales del frente Cambiemos por Salta. Era secundado por Gladys Moisés e iba a una interna contra Bettina Romero, la hija del exgobernador. En las elecciones PASO, la lista comandada por el presidente de la UCR y secundada por la dirigente de Metán se impondría en la interna del espacio con un total de 83.308 votos superando los 51.243 votos de Romero. Cambiemos saldría tercero en las elecciones generales por detrás de las listas comandadas por Javier David y por Alfredo Olmedo pero aun así lograría obtener una banca para la Cámara de Diputados de la Nación Argentina que le correspondía al primer candidato de la lista, Miguel Nanni. Con esos resultados un dirigente radical de Salta volvía a representar a la provincia luego de veinte años de ausencia.
En el año 2016, Nanni renueva su mandato como presidente de la UCR fruto, nuevamente, del consenso entre sus pares. Héctor Chibán, su candidato, ganó la interna para presidente del Comité de Salta capital. El mandato del cafayateño se extendería hasta 2018.  En el año 2018 Nanni no buscaría la renovación de la presidencia del centenario partido pero si daría su apoyo manifiesto a Mario Mimessi. Candidato que ganaría las elecciones partidarias y sería nombrado presidente por el periodo 2018-2020.

### Elecciones 2019
En el año 2019, Nanni buscaría la renovación de su banca, presentándose nuevamente como candidato a diputado nacional, esta vez por el renombrado Juntos por el Cambio. Sería acompañado por la exconcejal y exdiputada provincial, Virginia Cornejo. Su rival en las internas era José Ibarra, senador provincial por el Departamento Guachipas. La lista de Nanni y de la dirigente del PPS y del PRO se impuso con un total de 122.670 votos contra los magros 18.121 obtenidos por el gremialista de los taxis. Los resultados confirmarían el orden de la lista y las precandidaturas se oficializarían en candidaturas. En las elecciones generales la lista de diputados nacionales de Juntos por el Cambio saldría segunda con un total de 235.481 votos que representaban el 35% de los votos válidos. Esos resultados significaban la obtención de dos bancas para la lista de Nanni, siendo este y Cornejo quienes pasarían a ocupar bancas legislativas en la cámara baja de la Nación Argentina. El dirigente cafayateño juraría el 10 de diciembre de 2019 por otros cuatro años como diputado nacional, es decir por el periodo 2019-2023.
Nanni en su desempeño legislativo es autor de proyectos como el que busca garantizar el acceso a la información pública, el fondo especial del flete, o también la restitución de los diferenciales por zona de las AUH.
En las elecciones provinciales de Salta de 2019 Nanni conforma un frente con el exdiputado nacional Alfredo Olmedo, el Partido Renovador de Salta, el Partido Salta Independiente de Bernardo Biella y dirigentes de otros espacios como Andrés Suriani (peronista, diputado provincial del PRO). Fruto de esa alianza, Miguel Nanni sería elegido para acompañar a Olmedo como candidato a vicegobernador de Salta. En las elecciones PASO de 2019, la dupla Olmedo-Nanni lograría ubicarse como la tercera fuerza con un total de 132.604 votos por detrás de los 292.690 votos de Sáenz y los 220.278 del Frente de Todos repartidos entre Leavy e Isa. En las elecciones generales, Nanni junto a Olmedo sacarían menos votos en lo que sería una aplastante victoria del Intendente de la capital.
En diciembre del 2019 Nanni es elegido por sus compañeros correligionarios como secretario de la Unión Cívica Radical y miembro de la mesa directiva del partido a nivel nacional junto a otros grandes dirigentes como Gerardo Morales y Enrique Nosiglia.
En el año 2021 Miguel Nanni vuelve a ser elegido como Presidente de la UCR de Salta sustituyendo así al intendente de Tartagal, Mario Mimessi, quien lo había sucedido previamente.

### Elecciones 2023
Miguel arrancó el año 2023 siendo candidato a gobernador por Juntos por el Cambio enfrentándose a Inés Liendo y Sofía Sierra que no querían que se conforme el espacio con Matías Posadas del Frente Plural dentro del frente. Finalmente la justicia dio luz verde a la conformación del frente con Posadas y su partido dentro, luego de eso se confirmaron las candidaturas siendo Nanni el candidato a gobernador acompañado por la diputada nacional del PRO, Virginia Cornejo, como vicegobernadora. Durante el cierre de listas, el radicalismo se vio muy beneficiado debido a muchas candidaturas a senadores provinciales e intendentes aunque los resultados fueron magros y no lograron ningún escaño para la cámara alta ni ningún gobierno municipal. Miguel obtuvo 122.766 votos, un total de 17,27% de los votos y logró ser la segunda fuerza política por delante de Avancemos, el frente de los diputados Emiliano Estrada y Carlos Zapata, ex juntos por el cambio, de todas maneras fue la tercera peor elección provincial de Juntos por el Cambio durante 2023 solo por delante del fracturado JxC en Neuquén y Tierra del Fuego.
Durante ese año fue cuestionado por sus correligionarios por haber prorrogado su mandato partidario como presidente, decisión validada por la mesa directiva nacional.
En una doble candidatura, posteriormente, Miguel firmó como precandidato a diputado nacional en la lista de La Fuerza del Cambio representada en Patricia Bullrich y Luis Petri. Esto generó mucho resquemor en el radicalismo debido a que el presidente de la UCR, Gerardo Morales, había firmado como precandidato a vicepresidente del rival de Bullrich, Horacio Rodríguez Larreta. Nanni en las elecciones generales no pudo renovar su banca al obtener un 13% de los votos alejado de Emilia Orozco y Pablo Ismael Outes que se quedaron con dos bancas cada uno.